# Les Grandes Galeries Belges
Les Grandes Galeries Belges, ook wel bekend onder de namen Les Grandes Galéries Belges, Grand Bazar de la Rue Neuve en Grand Bazar de Seraing, was een van oorsprong Belgische groothandel en keten van warenhuizen. De groothandel en warenhuis had vestigingen in meerdere Belgische steden in zowel Vlaanderen als Wallonië: in de hoofdstad Brussel, Oostende, Blankenberge, Antwerpen, Seraing, Herstal en de Nederlandse stad Rotterdam. De eerste winkel opende haar deuren in 1901 en sloot de deuren van de laatste winkel vermoedelijk in 1958.

## Voorgeschiedenis
Voor de oprichting van het warenhuis door de Vlaamse familie Veeck, verhuist vader Emile met zijn twee zonen Ernest en Victor naar Brussel. De welgestelde familie komt van Idar-Oberstein, een Duitse stad die 130 kilometer ten zuidwesten van Frankfurt ligt. In België was hun doel om een zaak te openen, wat gebeurt als ze in 1886 aan de Henri Mausstraat 44 een groothandel in speelgoed openen. Er werden naast speelgoed ook kinderwagens, fietsen en artikelen voor de handel in papier verkocht. Rond 1891 verhuist de familie hun winkel naar het Rouppeplein 13 en niet veel later naar huisnummer 2. Hier hadden ze beschikking tot verschillende magazijnen die tot aan de Henegouwenlaan strekt. Vervolgens openende ze een fietsenwinkel in de Rue des Augustins 1 aan het Brouckèreplein en waren ze de officiële verkopers van de Swift fietsen die destijds door de Coventry Machinists Co. werden gemaakt. Nadat de Swift Cycle Co. de Coventry Machinist Co. overnam, bleef de familie Veeck hun verkopers in België. Ook waren ze de groothandel voor het nu nog bestaande bedrijf Mey & Edlich, die zich destijds specialiseerde in het maken van 'linge monopole perfectionné'. Uiteindelijk besloot de heer Emile Veeck de winkel te verkopen en door te gaan als groothandel. In de groothandel werd van alles verkocht: kinderspeelgoed, vélocipèdes, maskers, fijne apparatuur, verlichtingsproducten, lederwaar, pijpjes, kantoorboeken en kantoorartikelen. In 1900 veranderde het huisnummer van hun groothandel van 2 naar 3. Ten slotte verkocht hij ook nog ten minste vanaf 1899 briefkaarten van diverse steden in België.

## Geschiedenis

### België
In 1901 richten de zoons van Emile, Ernest en Victor Veeck, een naamloze vennootschap op met een vermogen van 500.000 frank. Dit nv kreeg de naam Les Grandes Galeries Belges. Het originele doel van het bedrijf was de exploitatie van bazaars in België. Na de oprichting koos de maatschappij ervoor om een nieuwe winkel aan de Nieuwstraat 36-38 te bouwen. Het gebouw, gemaakt door de architect Dominique Fastré, was gebouwd in de toen populaire art nouveau stijl. In Brussel werden destijds meerdere gebouwen in deze stijl gebouwd. Na de voltooiing van het gebouw, trok het naamloze vennootschap met de naam White Palace in het pand. Gedurende de drie jaren dat White Palace in het gebouw was gevestigd, maakte ze frequent reclame in de kranten en gaven ze ook kortingen en zelfs cadeaus weg. Het is onduidelijk of de winkel al vanaf het begin in Franse handen was, wel dat, na vermelding ervan in de kranten in september en oktober van 1903, er een nieuwe directie in Parijs werd aangesteld. In hetzelfde jaar was vermeld dat de nieuwe directie dat ze een gratis fonograaf weggaven bij aankoop van 60 frank of meer. Het mocht echter niet baten en in 1903 hield de winkel op te bestaan.
Hoewel de winkel nog niet in Brussel verscheen, opende Ernest wel een winkel onder de naam Les Grandes Galeries Belges in de stad Oostende. Op 11 april 1901 plaatste het warenhuis een advertentie in de krant L'Echo d'Ostende waarin ze zowel mannelijke als vrouwelijke verkopers vroegen voor de winkel aan het Wapenplein 6. De winkel opende een paar maanden later aan het begin van het zomerseizoen, vermoedelijk in juli, de deuren voor het eerst. Een jaar later volgde een nieuwe winkel in Blankenberge en deze werd eind 1902 aan de Kerkstraat 20 geopend. In dit gebouw bevond zich ook een Duits café-restaurant met de naam Germania. Ook in Antwerpen werd een winkel geopend, maar onduidelijk is wanneer. De winkel in Serain bevond zich in de Rue de la Station, dicht bij het toenmalige station. Na een aantal jaar zou deze naam, net als bij de andere winkels, uiteindelijk worden vervangen door een nieuwe naam. Vanaf dan heette de winkel Grand Bazar de Seraing. Het is niet duidelijk waar de winkel in Herstal zich bevond, wel dat het inrichten van de winkels en de aankoop van het meubilair van het bijhuis van Les Grandes Galeries Belges in deze stad zo'n 8.585.470 frank heeft gekost omdat het Staatsblad dit in juni van 1902 vermeldde.

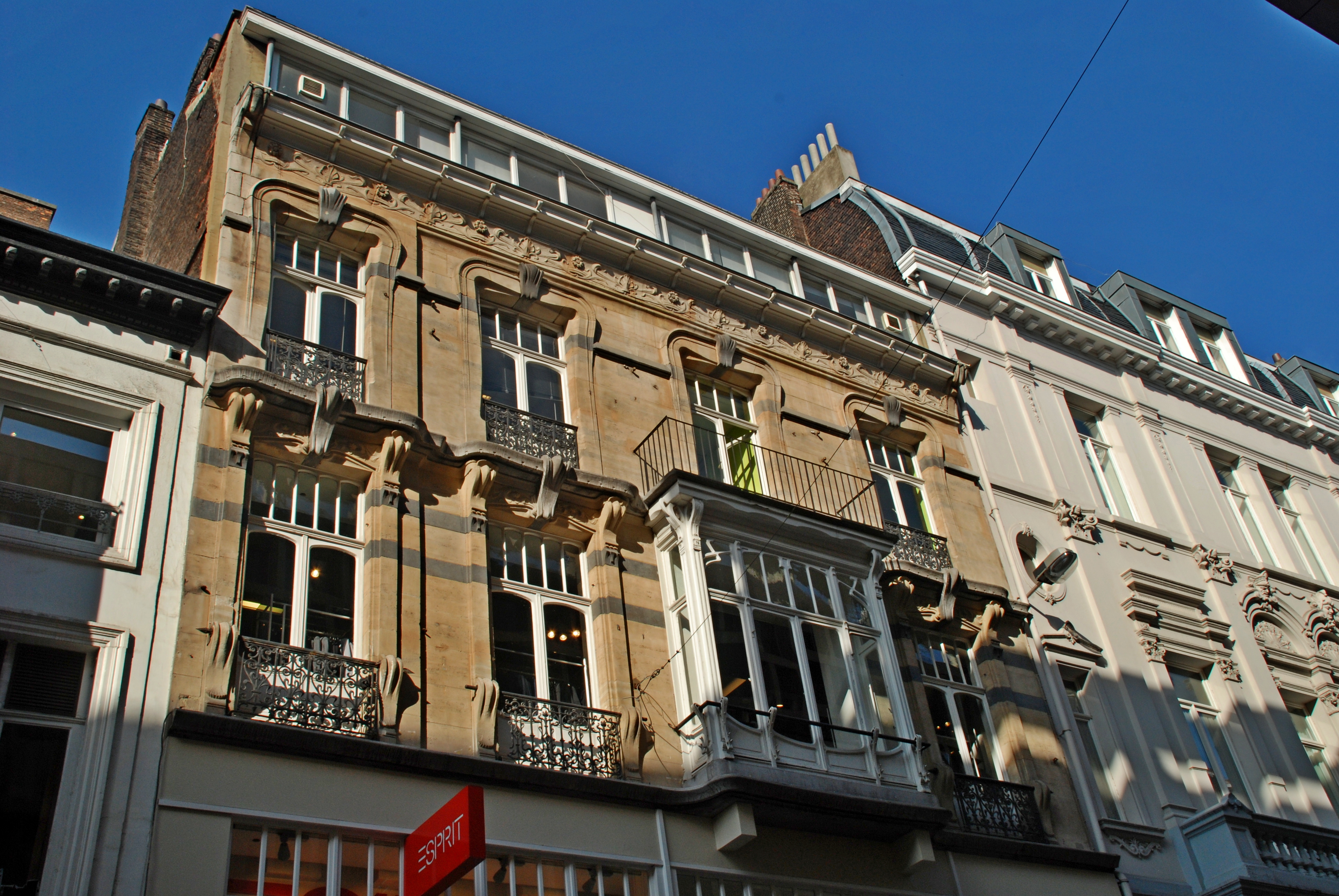
Vooraanzicht van het gebouw aan Nieuwstraat 36-38 waar het warenhuis zich in 1904 onder de naam Les Grandes Galeries Belges zou vestigen.

In 1904 opende Les Grandes Galeries Belges nu officieel in het voormalige White Palace pand aan de Brusselse Nieuwstraat. De winkel zou hier slechts voor drie jaar blijven nadat Leonahrd Tietz de winkel en de gehele voorraad wilde kopen voor 250.000 frank. Dit kwam omdat zijn winkel aan de Nieuwstraat 54-56 na nog geen vijf maanden na de opening uitbrandde. Nadat Ernest Veeck het bod accepteerde, verhuisde de broers naar de Nieuwstraat 13-15 die op dat moment leeg stond. Nadat Tietz de nieuwe eigenaar van het voormalige Les Grandes Galeries Belges pand werd, was zijn prioriteit de verkoop van de overgebleven voorraad voor zeer lage prijzen. Binnen een paar dagen was alles met succes verkocht.
Zes maanden na de brand in de winkel van Tietz, brak in 1907 in de groothandel van Emile Veeck ook brand uit. Midden juni zorgt de brand bij het gebouw op het Rouppeplein voor niet al te veel schade omdat het geblust kon worden. Nauwelijks twee maanden later brak er op donderdag 8 augustus rond 19:45 opnieuw brand uit, dit keer met grotere consequenties. Het magazijnen brandde ditmaal volledig uit en Victor verklaarde dat het mogelijk om brandstichting zou gaan.
In hetzelfde jaar verhuisd de familie Veeck naar de Henegouwenlaan 126, ongeveer 100 meter verderop. Ook hadden ze sinds 1904 een fabrieksruimte in de Simonsstraat, in de Henegouwenlaan hadden ze slechts nog hun kantoor. Nadat de broers de winkel aan Tietz verkochten, openden ze rond februari 1907 een nieuwe winkel in de Nieuwstraat 13-15 onder een andere naam: Grand Bazar de la Rue Neuve. In 1908 verhuisde ze de fabriek naar de Frankrijkstraat 27-28.
In maart 1909 was Les Grandes Galeries Belges in financiële moeilijkheden gekomen met hun grootste vestiging in Rotterdam, en hetzelfde goldt ook met hun winkel in Brussel. Ze hadden dringend geld nodig om een faillissement te voorkomen en moesten alles in hun Brusselse winkel met grote kortingen verkopen. Op 18 april van dat jaar werd de winkel in Brussel definitief gesloten. Na 1910 bleven alleen de winkels in Oostende, Blankenberge, Antwerpen en Seraing bestaan. De groothandel in Brussel werd tevens voortgezet.
In augustus 1914 overleed Ernest Veeck. Zijn zoon Frederic Ernest verving hem als directeur van het bedrijf op de leeftijd van 25 jaar. In 1920 verhuisde de familie Veeck naar de Brusselse Roger Van Der Weydenstraat 10, hun fabriek verhuisde ze naar de Sint-Denijsstraat in Vorst. Rond 1927 werd de winkel in Seraing gesloten en verkocht. Hetzelfde gebeurde in Oostende en Antwerpen. De groothandel bleef daarna nog bestaan tot 1958.
In 1928 wilde het Terminus Palace hotel bij de Pelikaanstraat in Antwerpen uitbreiden, met het oog op de toekomstige wereldtentoonstelling van 1930 in de stad. Het hotel doet Les Grandes Galeries Belges een voorstel om te fuseren, wat werd geaccepteerd. De Société des Grand Hôtels Modernes Belges is vanaf dan de nieuwe eigenaar van het hotel. In hetzelfde jaar wordt begonnen met de afbraak van de Grandes Galeries Belges winkel voor de bouw van een nieuw hotel in art decostijl: het 13 verdiepingen tellende Century Hotel. De bouw werd nog voor de start van de wereldtentoonstelling voltooid. Er werd voor de naam Century gekozen vanwege de 100-jarige onafhankelijkheid die België dat jaar vierde.

### Nederland
Na de opening van meerdere winkels in België, besloot Les Grandes Galeries Belges om ook in Nederland een winkel te openen in de stad Rotterdam. Architect J.C. Meijers krijgt in 1903 de opdracht om op de hoek van de Hoogstraat, in de buurt van de Kolk, een groot en nieuw warenhuis te bouwen in de stijl van buitenlandse bazaars. Onduidelijk is of dit gebouw ook in de art nouveau stijl was gebouwd, en of zij ook een winkel hadden in een vergelijkbaar pand op de hoek van de Hoogstraat en Korte Hoogstraat. Vanwege een storm en het hoge water, kwamen de funderingswerkzaamheden die daar bezig waren onder water te staan. Na ongeveer een jaar werd de winkel officieel geopend op maandag 27 juni 1904 om 14:00 uur.
Gedurende de tijd dat het warenhuis actief was in Nederland, maakte ze ook hier veel reclame en gaven ze frequent kortingen en cadeaus weg. Vooral in de latere jaren van het bestaan van de winkel, stunte Les Grandes Galeries Belges met de prijzen kochten ze veel advertentieruimte op in de lokale krant van het Rotterdamsch Nieuwsblad. Ook plaatste ze veelal advertenties waarin ze vroegen om verkopers en verkoopsters op hun afdelingen. De winkel was destijds uniek. Dit was omdat ze werkten ze met andere prijsaanduidingen: in plaats van in hele of halve centen te rekenen, werkte ze met prijzen die tot op de cent werden berekend Hierdoor waren klanten goedkoper of duurder uit dan in andere winkels.
Op Koninginnedag 1904 deed het warenhuis mee aan een etalagewedstrijd.
Op 22 september van dat jaar kwam Les Grandes Galeries Belges in opspraak nadat theehandel E. Brandsma van Amsterdam claimde dat het warenhuis misbruik maakte van de naam van twee merken thee die zij verkochten (de merken Congo en Souchon respectievelijk). De volgende dag verdedigde het warenhuis zichzelf door te antwoorden dat de theeën direct vanuit het bedrijf waren geleverd en dat ze bij E. Brandsma tegen een te hoge prijs worden verkocht.
In 1906 kwam het warenhuis tweemaal in het nieuws. De eerste keer omdat een "ontrouwe knecht" opgepakt werd voor fraude. Zijn taak was om geld te innen bij cliënten van het warenhuis en kreeg dit van drie klanten respectievelijk. Echter, hij gaf dit geldbedrag (92.79 gulden) nooit aan het warenhuis. Zijn straf voor de misdaad was 6 maanden gevangenisstraf. De tweede keer omdat een dakloze Amsterdammer er een sportwagen stal. Hij werd opgepakt voor diefstal en voor het "rondzwerven zonder middel van bestaan", en kreeg een maand gevangenisstraf voor zijn daad plus drie dagen hechtenis. Ook moest hij anderhalf jaar naar een Rijkswerkinrichting.
In 1907 werd een stuk in de krant geplaatst namens alle medewerkers van het warenhuis. Hierin vroegen ze aandacht om het probleem van gevaarlijk rijdende trams van de R.E.T.M. die bijna een ongeluk hadden veroorzaakt voor de winkel, en pleiten voor veranderingen om dit in de toekomst te voorkomen.
Tijdens de zomermaanden van 1908 kwam een stuk in de krant waarin werd geadverteerd dat, iedere donderdag en vrijdag vanaf 14:00 uur, een musicus op de piano zou bespelen in het warenhuis. Dit zou beginnen vanaf donderdag 2 april. In dat jaar adverteerden ze ook voor het eerst met een elektrische lift.
In maart van 1909 verkeerde Les Grandes Galeries Belges in financiële problemen. Ze hadden te veel schulden gemaakt en moeten hierdoor noodgedwongen hun waar in de uitverkoop zetten in de navolgende maanden. Ook sloten ze hun magazijnen op vrijdag. Op 3 juli 1909 lieten Bood & Van Zanten, opkopers van het faillissement, weten dat ze de rest van de voorraad van Les Grandes Galerie Belges hadden opgekocht en dat ze voor een korte periode verder zouden gaan met de uitverkoop. De winkel sloot vermoedelijk op 17 juli 1909 de deuren en een paar maanden later namen de broers Clemens en August Brenninkmeijer van de firma C&A de winkel over. Hiermee kwam er een einde aan het warenhuis in Rotterdam en tevens Nederland. De C&A winkel opende op zaterdag 18 september met het nummer 192.